# Red Velvet (gruppo musicale)
Le Red Velvet (레드벨벳?, Redeu BelbetLR) sono un gruppo musicale sudcoreano formatosi a Seul nel 2014. 
Il gruppo è composto da 5 membri: Irene, Seulgi, Wendy, Joy e Yeri. Il gruppo ha debuttato il 1º agosto 2014 con il singolo Happiness.
Sin dal loro debutto, hanno riscontrato successo con molte loro uscite (Ice Cream Cake, The Red, The Velvet, Russian Roulette, Rookie The Red Summer e Perfect Velvet) in cima alle classifiche di Gaon Album e con The Red, Rookie e The Red Summer in classifica di Billboard Album, diventando il gruppo K-pop con più album al primo posto.

## Nome
Le Red Velvet si dividono nei lati "red" e "velvet", che influenzano sia la loro immagine che la musica che pubblicano. La metà "red" è il loro lato più luminoso e più vibrante mentre la loro immagine "velvet" è il loro concetto più morbido, più maturo ed elegante.

## Storia

### Prima del debutto
Quattro dei cinque attuali membri delle Red Velvet presero parte al gruppo di tirocinanti della SM Entertainment, gli S.M. Rookies. Seulgi fu la prima a entrare nell'agenzia tramite un'audizione nel 2007; la successiva fu Irene nel 2009. Yeri, l'ultimo membro a far parte delle Red Velvet, è entrata nella SM nel 2011, Wendy passò le audizioni globali in Canada nel 2012, mentre Joy, l'unica a non aver fatto parte degli SM Rookies, entrò sempre nel 2012, tramite le audizioni globali a Seul. Irene, Seulgi e Wendy sono state introdotte al pubblico dagli SM Rookies pre-debut team nel 2013 e 2014, dicendo che avrebbero debuttato come gruppo a luglio, che è stato poi confermato dalla SM Entertainment . Con l'aggiunta di Joy, il gruppo, composto da quattro degli attuali membri, sarebbe stato il primo gruppo femminile della SM ad aver debuttato dopo cinque anni dalle F(x).

### 2014–2015: debutto, nuovo membro,Ice Cream CakeeThe Red

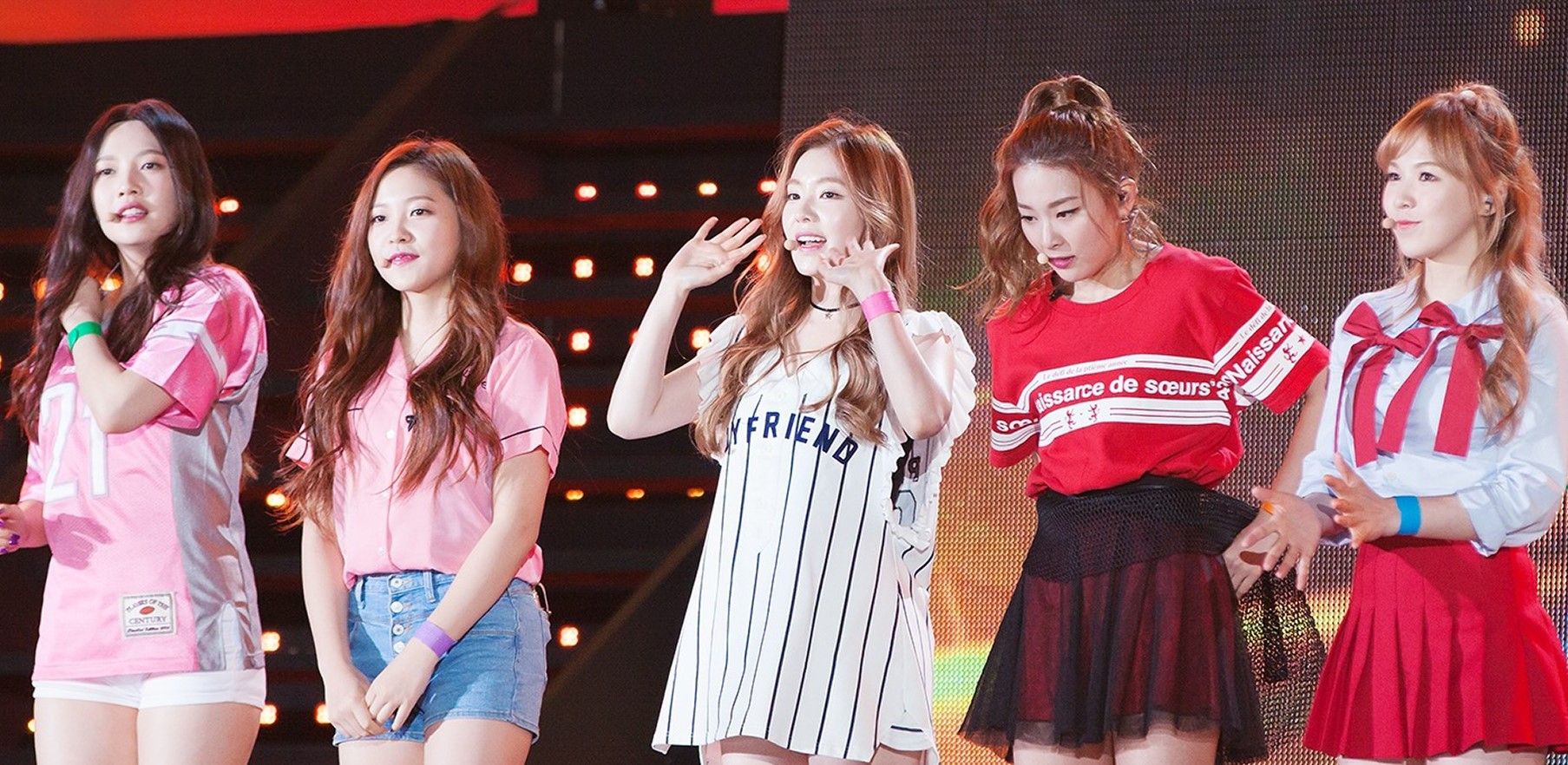
Red Velvet all'Incheon Hallyu K-pop Concert nell’ottobre 2015

Il 1º agosto 2014, le Red Velvet fecero il loro debutto ufficiale sul programma musicale Music Bank. Il loro singolo di debutto, Happiness, è stato pubblicato digitalmente il 4 agosto. La canzone è stata scritta da Yoo Young-jin e composta da Will Simms, Chad Hugo (The Neptunes), Chris Holsten e Anne Judith Wik (Dsign Music). È stata descritta come una canzone Europop con un forte suono di synth e un ritmo tribale africano. Il video musicale originale di Happiness ottenne oltre 2 milioni di visualizzazioni su YouTube nelle prime 24 ore di pubblicazione prima di essere rimosso a causa di controversie relative a immagini di sfondo problematiche e sostituito con una versione modificata. Happiness fu il secondo video musicale K-pop più visto in tutto il mondo per il mese di agosto del 2014. Le Red Velvet furono anche il primo girl group K-pop ad inviare il loro singolo di debutto alle classifiche di Billboard, dove ha raggiunto il picco al numero 4.
Le Red Velvet pubblicarono il loro secondo singolo digitale Be Natural e il video musicale il 13 ottobre 2014. La canzone, include un versetto rap del membro NCT Taeyong, è un remake del 2000 con lo stesso titolo delle S.E.S., il primo gruppo femminile della SM Entertainment. Il video musicale della canzone è stato diretto da Kwon Soon-wook e Shim Jae-won, coreografato da Kyle Hanagami, e presenta una coreografia originale vista in un debutto pre-debutto di Irene e Seulgi, che eseguirono come parte degli SM Rookies. Il gruppo iniziò le loro promozioni il 9 ottobre, facendo la loro prima apparizione al programma musicale, M Countdown. La canzone raggiunse il numero 33 nella Circle Chart e al numero 6 nella classifica Billboard World Digital Songs. Per il loro debutto, le Red Velvet continuarono a vincere "Rookie of the Year" ai Golden Disk Award e ai Seoul Music Award.
L'11 marzo 2015, fu presentato un nuovo membro, Yeri. Il 15 marzo pubblicarono il primo EP Ice Cream Cake. Il gruppo è stato promosso con singoli a doppio cavo "Automatic" e "Ice Cream Cake" per i quali sono stati pubblicati i video musicali il 14 e il 15 marzo. Il 27 marzo vinsero il loro primo trofeo a Music Bank. L'album divenne l'album più venduto da un gruppo femminile per la prima metà del 2015 sulla classifica Hanteo. Nell'agosto 2015, le Red Velvet tennero la loro prima esibizione negli Stati Uniti durante l'annuale convention e festival musicale KCON a Los Angeles, California.

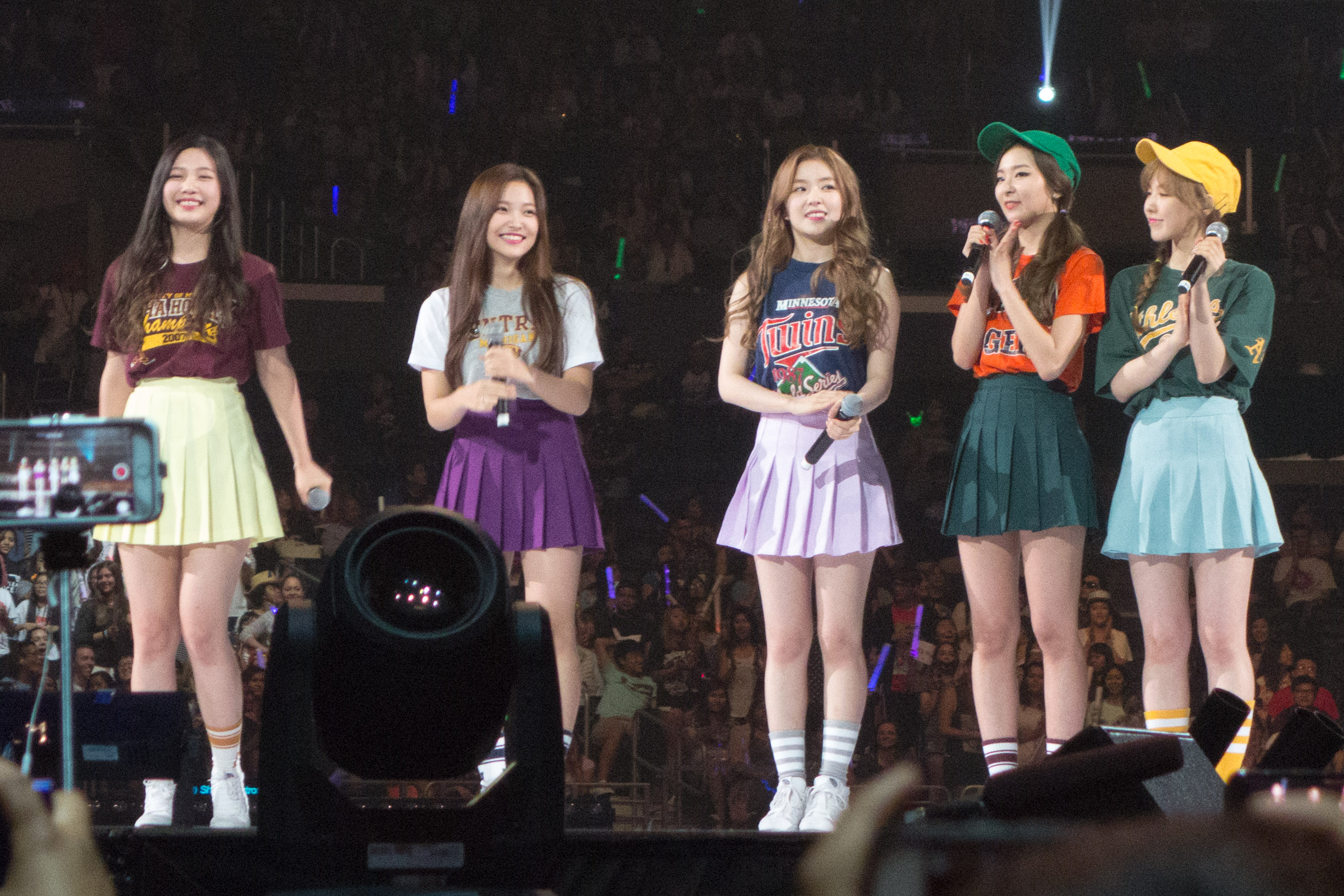
Le Red Velvet al KCON a Los Angeles

Il 9 settembre 2015 pubblicarono il loro primo album in studio, The Red, con un totale di dieci tracce, incluso il singolo Dumb Dumb. L'album fu un successo immediato e fu accolto positivamente dalla critica. Jeff Benjamin di Billboard definì The Red "un album di debutto impressionante e solido", affermando che "indica grandi cose per l'atto che deve seguire le orme della loro amata etichetta femminile Girls' Generation e F(x). The Red debuttò al numero 1 del Billboard's World Albums Chart e del Gaon Album Chart della Corea del Sud, e apparve nella lista di Billboard dei "10 migliori album K-Pop del 2015", che descrisse l'album come "uno dei gli LP più divertenti e sperimentali dell'anno. Dumb Dumb raggiunse il terzo posto nella classifica Billboard World Digital Songs, rendendolo la canzone K-pop più venduta in America della settimana. Il singolo salì in cima alla lista della "Top 20 K-pop Tracks del 2015" di Dazed, dove affermò che il gruppo ha "superato i loro concorrenti idol" e "ha segnato un tornado musicale monumentale e incoraggiante". Il video musicale di "Dumb Dumb" fu incluso come unica voce in lingua non inglese nei "10 migliori video musicali del 2015" di Rolling Stone. Il 18 dicembre, il gruppo prese parte ad un progetto della SM, insieme ai compagni di etichetta f(x) e BoA, pubblicarono un singolo digitale intitolato Wish Tree.

### 2016–2017:The Velvet,Russian Roulette,Rookie,The Red SummerePerfect Velvet

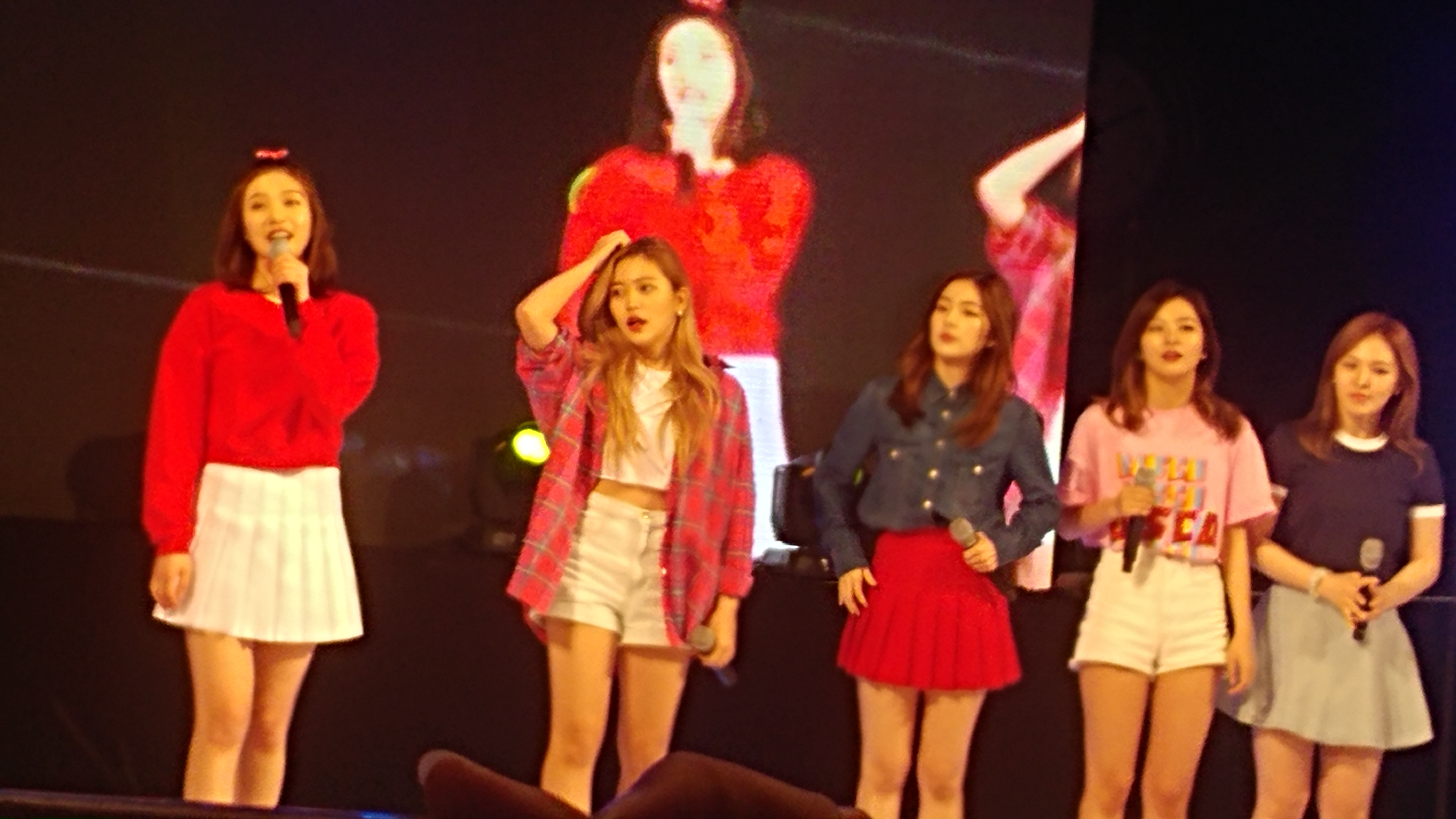
Le Red Velvet durante uno stage al Myongji University Festival nel 2016

Il 16 marzo 2016, pubblicarono il secondo EP, The Velvet, tuttavia la SM Entertainment annunciò che il video musicale e la pubblicazione dell'album sarebbero stati posticipati "per garantire un'alta qualità del lavoro". L'album e il titolo del brano One of These Nights fu pubblicato solo il 17 marzo. L'album mette in risalto il lato "velvet", influenzato dall'R&B, ed è un album di follow-up diretto, che ha messo in luce il personaggio "rosso" brillante e coraggioso del gruppo.
Il 7 settembre 2016 il gruppo pubblicò il loro terzo EP Russian Roulette il 7 settembre. L'EP contiene sette brani, con il singolo principale Russian Roulette. Il 13 settembre 2016, le Red Velvet vinsero il loro primo premio musicale per Russian Roulette a The Show. La title track raggiunse il secondo posto nella classifica digitale Gaon e nella classifica World Digital Songs di Billboard, rendendo la loro posizione più alta in entrambi i grafici.
Il 1º febbraio 2017, le Red Velvet pubblicarono il loro quarto EP, Rookie. L'EP contiene sei tracce; l'EP presenta la traccia del titolo Rookie e una traccia solista di Wendy intitolata Last Love. L'EP superò il Weekly Gaon Album Chart e il Billboard World Albums Chart. Il gruppo vinse il loro primo premio musicale per Rookie al The Show il 7 febbraio, seguito da vittorie allo Show Champion, M Countdown, Music Bank e Inkigayo. Il 31 marzo, il gruppo pubblicò il primo singolo per SM Station 2, intitolato Would U.  Dal 27 luglio al 10 settembre, le Red Velvet recitarono nel loro primo programma televisivo reality, Level Up Project, dove ripresero le riprese del loro viaggio in Thailandia. Lo show fu mandato in onda, e conteneva per 23 episodi, ed è stato girato senza il membro Joy che stava girando il film The Liar and His Lover, dove era la protagonista femminile.

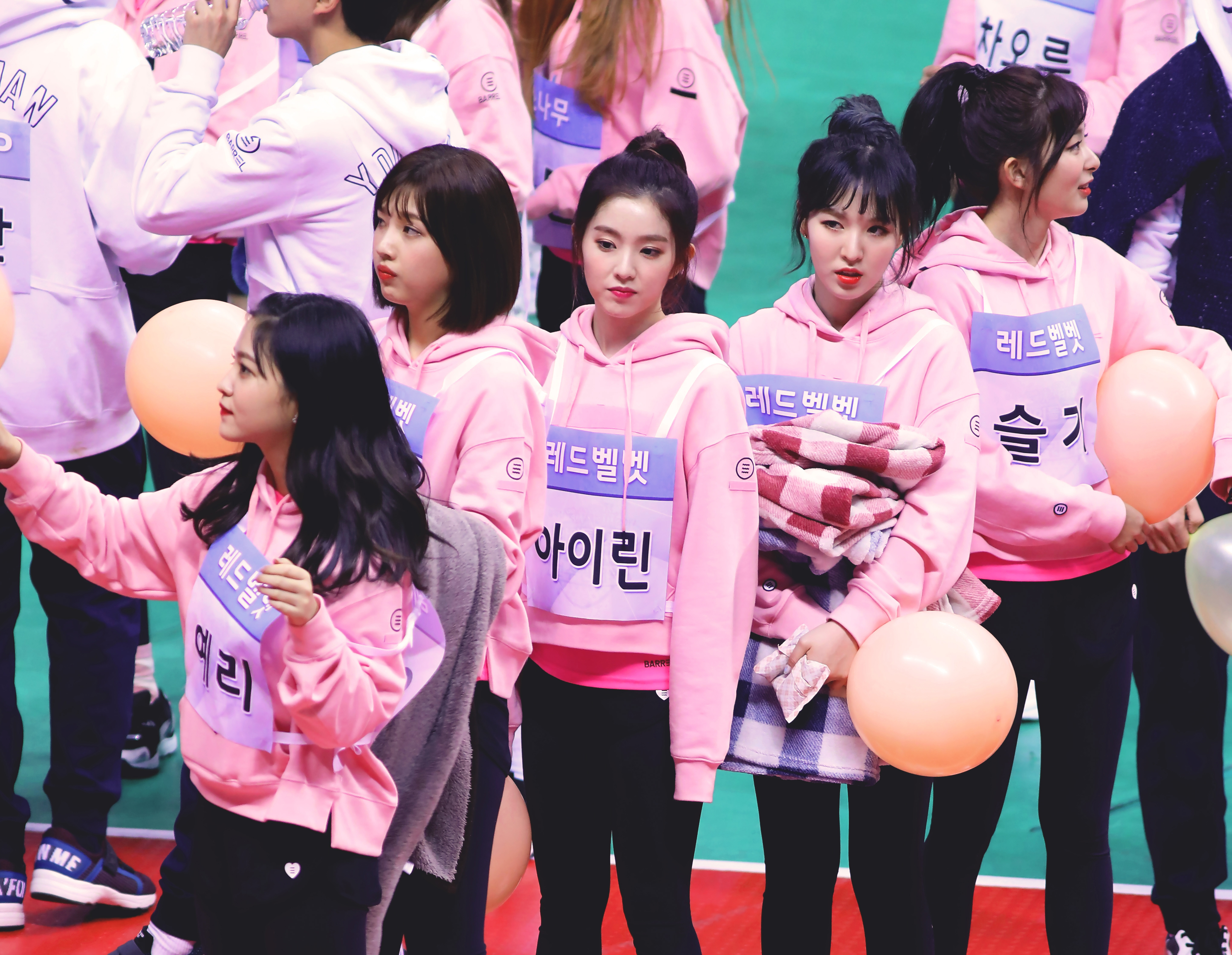
Le Red Velvet all'Idol Star Athletics Championships nel 2017

Il 9 luglio, le Red Velvet pubblicarono un album estivo The Red Summer con la title track Red Flavor. Era la loro prima uscita estiva. L'EP fu un successo commerciale, sempre in cima alla Gaon Album Chart e alla Billboard World Albums Chart. Fu la loro terza uscita numero 1 e stabilirono il record per la maggior parte degli album numero 1 sul grafico da un gruppo femminile K-pop. Inoltre, Red Flavor debuttò in cima alla Gaon Digital Chart con gli altri quattro brani dell'EP che hanno anche preso il via nella Top 50..
Il 18 agosto il gruppo tenne il loro primo concerto intitolato Red Room con la partecipazione di 11.000 spettatori. Sebbene inizialmente fosse previsto un concerto di due giorni, a causa delle domanda è stato aggiunto un altro giorno. Il 4 ottobre, la SM Entertainment annunciò attraverso il loro sito web giapponese che il gruppo avrebbe avuto il loro showcase Giappone. "Red Velvet Premium Showcase F'U'N Room Reveluv-Baby Party" ha avuto luogo presso l'Yebisu The Garden Hall di Tokyo il 23 ottobre. Eseguirono per la prima volta le versioni giapponesi delle loro canzoni coreane Dumb Dumb e Red Flavor. Dopo aver concluso il debutto, è stato ufficialmente annunciato che il concerto delle Red Velvet Red Room si sarebbe tenuto in Giappone nel 2018.
Il 17 novembre pubblicarono il loro secondo album in studio Perfect Velvet il 17 novembre con il singolo Peek-a-Boo. A differenza della loro prima uscita "velluto", l'album e il singolo avevano entrambi un successo commerciale. L'album raggiunse il picco in cima all'album World Billboard di Billboard. Peek-a-Boo raggiunse il numero 2 nella classifica World Digital Songs di Billboard, legando con il loro singolo Russian Roulette del 2016. In Corea del Sud, l'album e il singolo Peek-a-Boo  entrarono alla posizione 2 della Gaon Album Chart e Gaon Digital Chart. Attraverso l'uscita di Rookie, The Red Summer e Perfect Velvet tutti nello stesso anno, insieme alla popolarità del singolo Red Flavor (che secondo Jung Ji-won di Osen rappresenta al meglio l'anno del 2017), e il successo dei loro album all'estero, le Red Velvet raggiunsero lo status di "top girl group" in Corea del Sud; il loro status fu ulteriormente rafforzato quando Perfect Velvet vendette oltre 100.000 copie e Peek-A-Boo vinse il primo posto sul programma musicale Inkigayo nel loro ultimo giorno di promozioni per la canzone, dimostrando la sua longevità nelle classifiche.

### 2018:The Perfect Red Velvet,#Cookie Jar,Summer Magic,RBBe tour
Il 29 gennaio 2018 il gruppo pubblicò una ristampa di Perfect Velvet, The Perfect Red Velvet. Comprendete cinque nuovi brani oltre a tutti i brani di Perfect Velvet, con il singolo Bad Boy promosso come title track.
L'album superò il Gaon Album Chart all'uscita, mentre Bad Boy debuttò al numero 2 della Gaon Digital Chart. The Perfect Red Velvet segnò il numero 3 nella classifica degli album mondiali di Billboard, mentre Bad Boy debuttò al numero 2 nella classifica World Digital Songs. Le Red Velvet entrarono per la prima volta nella Top 10 del grafico Social 50 di Billboard, arrivando al numero 9. L'album segnò la prima volta che il gruppo è apparso sulla Billboard Canadian Hot 100 al numero 87, diventando solo il settimo artista di K-pop e la terza atto femminile ad apparire sul grafico. Le Red Velvet promossero la canzone in vari show musicali della Corea del Sud, guadagnandosi la loro prima vittoria in uno show musicale per Bad Boy l'8 febbraio in Show Champion. A dicembre, Billboard scelse Bad Boy come miglior canzone K-pop dell'anno.
Il concerto delle Red Velvet Red Room si tenne a Tokyo, in Giappone, il 28 e 29 marzo presso il Musashino Forest Sport Plaza, un locale con una capacità di 10.000 posti utilizzato poi utilizzato per le Olimpiadi di Tokyo del 2020. Il secondo giorno, il gruppo annunciò che avrebbero debuttato ufficialmente in Giappone a luglio attraverso una pubblicazione di canzoni. Il 29 maggio 2018, le Red Velvet suonarono insieme ad altri artisti selezionati della Corea del Sud per un concerto intercoreano a Pyongyang, in Corea del Nord.
Il 29 aprile 2018, le Red Velvet tennero il loro primo incontro con i fan al Rosemont Theatre di Chicago, per un pubblico di 4.000 persone. Questo evento è stato il primo spettacolo di un gruppo femminile K-pop negli Stati Uniti dal 2016. Il gruppo inoltre visitò sei città giapponesi a maggio e giugno, raggiungendo un pubblico totale di 20.000 persone. Il loro EP di debutto giapponese, intitolato #Cookie Jar, è stato pubblicato il 4 luglio 2018 dall'etichetta Avex Trax e include sei nuove canzoni tra cui le versioni giapponesi di Dumb Dumb, Russian Roulette e Red Flavor. Le altre canzoni erano #Cookie Jar, Aitai-tai e Cause it's you. L'EP debuttò al terzo posto della classifica degli Oricon Weekly Album e ha venduto 26.124 copie nella sua prima settimana di uscita in Giappone.
Il 19 luglio 2018, le Red Velvet annunciarono che avrebbero fatto un ritorno e avrebbero filmato il loro video musicale all'aperto a Gyeonggi-do. Le canzoni del nuovo album furono eseguite al secondo concerto dei Red Velvet Redmare, tenutosi a Seul il 4 e 5 agosto. Il 6 agosto, le Red Velvet pubblicarono un altro EP estivo Summer Magic contenente otto tracce, tra cui una traccia bonus e una traccia audio esclusiva esclusiva di iTunes. Il loro singolo di punta Power Up permesse al gruppo di ottenere una "perfetta uccisione totale" per la prima volta nella loro carriera dopo aver superato tutte le classifiche musicali in tempo reale della Corea del Sud alla sua uscita. Il video musicale di Power Up divenne l'unico video musicale K-pop da includere nella lista di Billboard dei 50 migliori video musicali del 2018. A settembre e ottobre, Redmare è stato portato a Bangkok, Taipei e Singapore.
Le Red Velvet pubblicarono il loro terzo album nell'anno e il loro quinto EP in generale il 30 novembre. L'EP, intitolato RBB, contenente sei brani con i singoli principali come "RBB (Really Bad Boy)" e la sua versione inglese.

### 2019-2020:Sappy,The ReVe Festivale Red Velvet - Irene & Seulgi
Il 6 gennaio 2019, le Red Velvet pubblicarono il loro primo singolo digitale giapponese, intitolato Sappy. Il gruppo pubblicò un altro singolo giapponese, Sayonara, il 20 febbraio. Entrambi i singoli sono inclusi nel loro secondo EP giapponese, Sappy, che fu pubblicato il 29 maggio; l'EP include anche versioni giapponesi di Peek-a-Boo, Rookie e Power Up, oltre a una nuova canzone chiamata Swimming Pool. Nel febbraio si imbarcarono per le tappe nordamericane per il Redmare Tour. Continuarono a tenere spettacoli a Los Angeles, Dallas, Miami, Chicago e Newark e a Toronto e Vancouver, diventando il primo gruppo di ragazze K-pop a tenere un tour del Nord America in tre anni. Il 5 aprile, le Red Velvet apparvero in una versione remixata di Close to Me di Ellie Goulding e Diplo, e il gruppo si impegnò a tradurre il testo della canzone in coreano.
Il 19 giugno, le Red Velvet pubblicarono il loro decimo EP, The ReVe Festival: Day 1, trainato dal brano principale Zimzalabim, ed è il primo album della trilogia The ReVe Festival. Il secondo titolo della trilogia The ReVe Festival, Umpah Umpah, è uscito il 19 agosto insieme al rispettivo EP, The ReVe Festival: Day 2. Il video musicale di Psycho, l'ultimo titolo della trilogia The ReVe Festival e title track dell'album The ReVe Festival: Finale , è stato pubblicato il 23 dicembre. L'album, oltre a contenere le nuove tracce, presenta anche le canzoni degli EP precedenti. Il 25 dicembre 2019 Wendy ha subito un incidente durante le prove per l'SBS Festival, riscontrando gravi lesioni. Ciò ha causato la pausa della cantante dal gruppo, che si è prolungata fino alla fine del 2020.
Il 21 aprile 2020 SM Entertainment confermò che Irene e Seulgi avrebbero formato la prima subunità delle Red Velvet e che il duo era in fase di preparazione per la loro prima pubblicazione. Il 6 luglio le Red Velvet - Irene & Seulgi pubblicano il loro primo EP intitolato Monster.

### 2021: Attività solistiche,Queendom
In ritorno dalla pausa, Wendy è stata il primo membro delle Red Velvet a debuttare da solista; il suo EP di debutto Like Water fu pubblicato il 5 aprile 2021. L'album contiene cinque tracce, tra cui un duetto intitolato "Best Friend" insieme a Seulgi. Joy è stato il secondo membro a debuttare da solista, con l'EP Hello il 31 maggio 2021.
Il 9 giugno 2021 è stato annunciato che le Red Velvet avrebbero fatto il loro lungo atteso ritorno ad agosto dello stesso anno.
Il 16 agosto 2021 il gruppo è ritornato con l'EP Queendom.

### 2022-presente:Bloom,The ReVe Festival 2022,Chill Kill
Il l 6 aprile 2022 il gruppo ha pubblicato il suo primo album in studio giapponese, Bloom.

## Stile musicale
La metà 'rossa' del gruppo musicale è prevalentemente del genere pop mentre il 'velvet' è principalmente R&B e ballate, con il gruppo che spesso lo mescola con vari generi.

## Impatto e influenza
Nel febbraio 2018, la rivista Time nominò le Red Velvet come uno dei migliori gruppi K-pop, evidenziando i loro stili musicali versatili. Le Red Velvet sono state riconosciute per il riconoscimento del marchio e il potere di marketing, dopo aver superato la "Girl Group Brand Power Ranking" pubblicato dal Korean Corporate Reputation Research Institute per tre mesi consecutivi.
Le Red Velvet si esibirono a Pyongyang il 1º aprile 2018. Questo fece di loro il quinto gruppo di idol ad esibirsi in Corea del Nord.  Hanno suonato "Red Flavor" e "Bad Boy" al Grand Pyongyang East Theatre per un pubblico il quale faceva parte Kim Jong-un. Il concerto è stato annunciato come "Spring is Coming" e fa parte di un'ampia iniziativa diplomatica tra Corea del Sud e Corea del Nord. Nell'ottobre dello stesso anno, il Ministero della cultura, dello sport e del turismo della Corea del Sud ha conferito al gruppo il "Ministro della cultura, dello sport e del turismo" per il loro contributo alla sensibilizzazione sulla cultura e le arti popolari del paese. Nel mese successivo, il direttore della Korea Foundation for International Cultural Exchange ha citato le Red Velvet come uno dei principali contributori e uno dei talentuosi gruppi di idol del paese che hanno "ampiamente promosso il K-pop" mentre discutevano dell'onda coreana e hanno permesso al K-pop un significativo aumento del riconoscimento in tutto il mondo nel 2018.

## Immagine pubblica
La doppia immagine delle Red Velvet influisce anche sullo stile dei membri. Per il loro concetto "rosso", di solito sono vestiti con abiti colorati e femminili, come i maglioni e le gonne pastello di Ice Cream Cake o gli abiti da bambola rossi di Dumb Dumb. Sono vestiti più maturi per il loro lato "velluto", in particolare quando le ragazze indossavano abiti per Be Natural.
Le Red Velvet sono lodate per rompere gli stereotipi tra i gruppi femminili K-pop popolari sudcoreani i cui concetti tendono a ricadere sotto due categorie che sono "carine" o pure "sexy", spesso per soddisfare una certa fantasia. In un paese in cui i fanbase dei gruppi di ragazze sono in genere prevalentemente maschili, secondo Taylor Glasby di Dazed, la maggior parte dei fan delle Red Velvet sono giovani donne. La rivista IZE ha definito il gruppo una delle figure femminili di successo che ha contribuito a trasformare l'immagine "passiva" delle donne sudcoreane. Billboard ha riferito nel dicembre 2018 che Red Velvet erano il gruppo k-pop preferito in assoluto tra tutti i generi e le identità sensuali sul popolare forum internet Reddit.

## Formazione
- Irene (아이린) – (2014-presente)
- Seulgi (슬기) – (2014-presente)
- Wendy (웬디) – (2014-presente)
- Joy (조이) – (2014-presente)
- Yeri (예리) – (2015-presente)

## Discografia

### Album in studio
In lingua coreana
- 2015 – The Red
- 2017 – Perfect Velvet
- 2023 – Chill Kill

In lingua giapponese
- 2022 – Bloom

## Videografia
- 2014 – Happiness
- 2014 – Be Natural
- 2015 – Automatic
- 2015 – Ice Cream Cake
- 2015 – Dumb Dumb
- 2016 – One Of These Nights
- 2016 – Russian Roulette
- 2017 – Rookie
- 2017 – Would U
- 2017 – Red Flavor
- 2017 – Rebirth
- 2017 – Peek-a-Boo
- 2018 – Bad Boy
- 2018 – #Cookie Jar
- 2018 – Power Up
- 2018 – RBB
- 2019 – Sappy
- 2019 – Zimzalabim
- 2019 – Milkshake
- 2019 – Umpah Umpah
- 2019 – Psycho
- 2021 – Queendom
- 2022 - Feel My Rhytm
- 2022 - Birthday
- 2023 - Chill Kill
- 2024 - Cosmic

## Filmografia

### Programmi televisivi
- We Got Married (우리 결혼했어요) - reality show, episodio 276, 288 (2015)
- Knowing Bros (아는 형님) - programma televisivo, episodio 84, 139 (2017, 2018)
- The Return of Superman (슈퍼맨이 돌아왔다) - programma televisivo, episodio 246 (2018)
- Idol Room (아이돌룸) - programma televisivo, episodio 15, 56 (2018, 2019)
- Where is My Home (구해줘! 홈즈) - (Red Velvet) - trasmissione televisiva (2020)
- Red Velvet - IRENE & SEULGI ‘THE STAGE’ : ‘Monster’ - (2020)
- Red Velvet - IRENE & SEULGI ‘THE STAGE’ : ‘Monster’ Eye Contact Cam - (2020)
- Red Velvet - IRENE & SEULGI ‘THE STAGE’ : ‘Monster’ Focus Cam - (2020)
- Red Velvet - IRENE & SEULGI ‘THE STAGE’ : ‘Monster’ ONE-TAKE Cam - (2020)
- Red Velvet - IRENE & SEULGI ‘THE STAGE’ : ‘Monster’ Behind The Scene - (2020)
- Munmyeongteuggeub (문명특급) - (Red Velvet - Irene & Seulgi) - trasmissione, 2 episodi (2020)
- Pikipigcheoseu : eommaga jamdeun hue (피키픽처스 : 엄마가 잠든 후에) - (Red Velvet - Irene & Seulgi) - trasmissione (2020)
- Music Bank (뮤직뱅크) - (Red Velvet - Irene & Seulgi) - trasmissione televisiva, 3 episodi (2020)
- Twitter Blueroom LIVE - (Red Velvet - Irene & Seulgi) - trasmissione live (2020)
- Show! Eum-ak jungsim (쇼! 음악중심) - (Red Velvet - Irene & Seulgi) - trasmissione televisiva, 3 episodi (2020)
- Weekly Idol (주간 아이돌) - (Red Velvet - Irene & Seulgi) - trasmissione televisiva, episodio 469 (2020)
- Inkigayo (SBS 인기가요) - (Red Velvet - Irene & Seulgi) - trasmissione televisiva, 3 episodi (2020)
- After School Activities (Dong Dong Shin Ki): Red Velvet - Irene & Seulgi - trasmissione web, 2 episodi (2020)
- Je 26hoe DREAM CONCERT CONNECT:D (제 26회 DREAM CONCERT CONNECT:D) - (Red Velvet - Irene & Seulgi) - trasmissione (2020)
- KBS Kpop : boassda ; BOATTA (KBS Kpop : 보았다 ; BOATTA) - trasmissione (2020)
- 2020 SORIBADA BEST K-MUSIC AWARDS - (Red Velvet-Irene & Seulgi) - trasmissione (2020)
- TIME100 Talks - ledeubelbes (TIME100 Talks - 레드벨벳) - (RED VELVET IRENE & SEULGI) - trasmissione (2020)
- United Nations ESCAP : International Day Of Clean Air For Blue Skies (2020)
- 2020 Asia Song Festival - performance (2020)
- SMTOWN Live "Culture Humanity"- concerto online (2020)

### Reality show
- Level Up Project! (레벨 업 프로젝트?) - broadcast (RED VELVET IRENE & SEULGI) (2020)

### Film
- SMTown: The Stage (2015)

### Radio
- MBC-R FM4U 정오의 희망곡 김신영입니다 ‘선생님을 모십니다’ - (Red Velvet - Irene & Seulgi) (2020)